# Pedro Cova
Pedro Cova est l'une des trois divisions territoriales et l'une des deux paroisses civiles de la municipalité de Piar dans l'État de Bolívar au Venezuela. Sa capitale est El Manteco.

## Géographie

### Démographie
Hormis sa capitale El Manteco, la paroisse civile abrite plusieurs localités dont :
- Campamento Arekuna
- El Manteco

## Environnement
Une frange sud-est du territoire est occupée par la réserve forestière de San Pedro, qui s'étale sur les divisions territoriales voisines de Dalla Costa, El Callao et Section capitale Roscio.